# Relaxation Drink

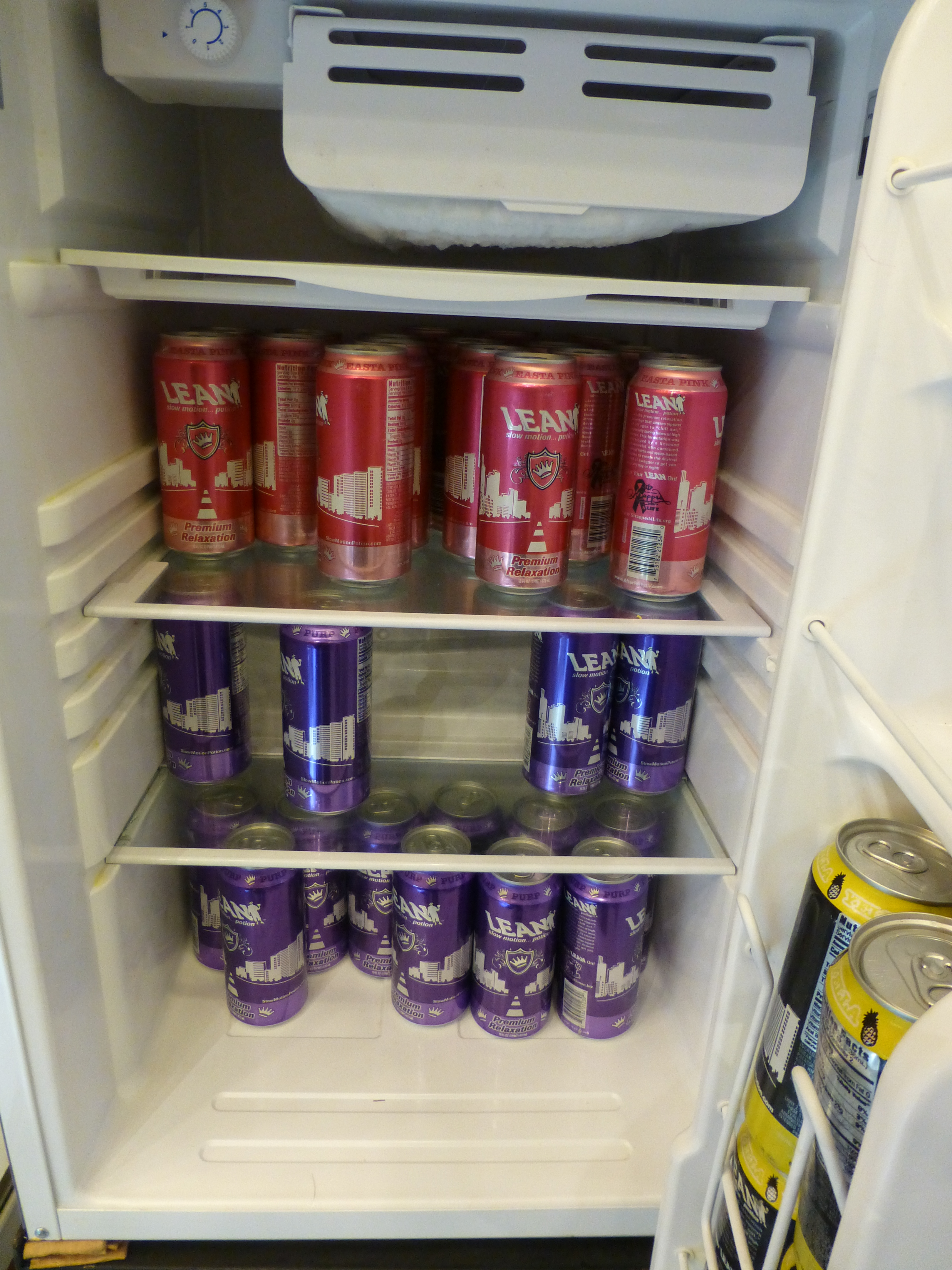
Relaxation Drinks

Als Relaxation Drinks werden funktionelle Getränke bezeichnet, die eine beruhigende, stressreduzierende Wirkung haben sollen. Oft zielen sie auch auf eine Steigerung der Konzentration oder die Verringerung von Schlafstörungen ab.

## Herkunft und Inhaltsstoffe
Die ersten Relaxation Drinks wurden 2005 in Japan auf den Markt gebracht und enthielten Wirkstoffe wie γ-Aminobuttersäure, L-Theanin, Melatonin, Baldrianwurzel, Melisse und Passionsblume. Normalerweise sind sie frei von Alkohol und Koffein. Die Wirkung von Relaxation Drinks ist umstritten; während die beruhigende Wirkung einzelner Inhaltsstoffe nachgewiesen ist, fehlen Studien zur Wechselwirkung der Wirkstoffe untereinander, außerdem sind Wirkstoffe oft nur in kaum nachweisbaren Mengen enthalten.

## Markt
Der Markt in den USA entwickelte sich in den vergangenen Jahren rasant. Dort wurden 2010 127 Millionen Liter verkauft. 2014 wird erwartet, dass in den USA mehr als 300 Millionen Liter abgesetzt werden. Zu den bekanntesten Drinks zählen Koma Unwind, Purple Stuff, Dreamwater und JustChill.
In Deutschland gibt es zurzeit die Relaxation Drinks Heldenpause, JustChillmi, rest Relaxation Drink, rhino's blueberry und tyme out.